# La Selle-sur-le-Bied
La Selle-sur-le-Bied település Franciaországban, Loiret megyében. Lakosainak száma 1131 fő (2022. január 1.). La Selle-sur-le-Bied Pers-en-Gâtinais, Griselles, Louzouer, Mérinville és Courtemaux községekkel határos.

## Népesség
A település népességének változása:
| Lakosok száma | 1049 | 1051 | 1054 | 1012 | 1099 | 1099 | 1090 | 1110 | 1131 |
|               | 2013 | 2015 | 2016 | 2017 | 2018 | 2019 | 2020 | 2021 | 2022 |